# Thomas Hitschold
Thomas Hitschold (* 31. Januar 1957 in Bad Schwalbach) ist ein deutscher Arzt und Wissenschaftler.
Er verbrachte seine Kindheit und Jugend in Wiesbaden. Das Studium der Medizin absolvierte er von 1976 bis 1983 in Mainz, wo er 1983 auch mit einer experimentellen Arbeit über das Komplementsystem zum Dr. med. promoviert wurde. Es schlossen sich ärztliche Tätigkeiten in München und Koblenz an, danach absolvierte er die Facharztausbildung in Gynäkologie und Geburtshilfe an der Städtischen Frauenklinik in Wiesbaden. 1989 wurde er Oberarzt und 1993 leitender Oberarzt der Frauenklinik Dr.-Horst-Schmidt-Kliniken und ständiger Vertreter des Chefarztes dieser Klinik.
1995 habilitierte er sich über die Korrelation zwischen der Morphologie der Plazenta und den Ergebnissen der Durchblutungsmessung am ungeborenen Kind mittels Dopplersonographie in Mainz und wurde zum Privatdozenten ernannt. Sechs Jahre später wurde er zum außerplanmäßigen Professor der Universität Mainz ernannt. Seit dem Jahr 2000 ist er Chefarzt der Frauenklinik am Klinikum Worms und von 2010 bis 2022 auch der Ärztliche Direktor dieses Krankenhauses. Er war von 2007 bis 2014 Landesvorsitzender des Verbandes leitender Krankenhausärzte (VLK), ist seit 2016 Mitglied der Ethikkommission bei der Landesärztekammer Rheinland-Pfalz, Vorsitzender des Fachausschuss Perinatologie des Landes Rheinland-Pfalz (BQS / SQMed) und Fachprüfer bei der Ärztekammer für das Gebiet Frauenheilkunde und die Schwerpunkte Gyn. Onkologie und Spez. Perinatologie. Im Klinikum Worms hat er die onkologische Spezialisierung und die Zentrumsbildung mit den entsprechenden Zertifizierungen nach den Kriterien der Deutschen Krebsgesellschaft (OnkoZert) auf den Weg gebracht und war von 2010 bis 2021 der Sprecher des Onkologischen Zentrums. Ferner ist er Vorsitzender des Expertenbeirats beim Rheinland-Pfälzischen Krebsregister. Er ist zudem der geburtsmedizinische Leiter des Level-1-Perinatalzentrums am Klinikum Worms, welches 2019 als eines der ersten Zentren im Lande von PeriZert zertifiziert wurde. Am 30. Juni 2024 trat er in den Ruhestand als Chefarzt der Frauenklinik. Die anderen Ämter und Funktionen übt er noch aus, er ist zudem Sachverständiger bei Land- und Oberlandesgerichten und bei Versicherungen im Zusammenhang mit gynäkologischen und Geburtsschadensfällen.

## Schriften
- Reinigung, physikochemische und funktionelle Charakterisierung von C1q [Cq], einer Unterkomponente der ersten Komplementkomponente C1 [C], aus Meerschweinchenserum, Mainz, Univ., Diss., 1983
- Ausgewählte Themen aus der Geburtshilfe und Perinatologie: Zweihundert Jahre Entbindungsanstalt der Philipps-Universität Marburg, Friedrichsdorf: Milupa, 1993 (mit Peter Schmidt-Rhode)
- Das plazentare Risikopotential: klinische, morphologische, morphometrische und dopplersonographische Aspekte, Mainz, Univ., Habil.-Schr., 1995
- Geburtshilfe akut: ein Leitfaden für Kreißsaal und Station, Berlin, Heidelberg: Springer Medizin (mit Eric Steiner und Heinz Kölbl)